# Polytaenia texana
Polytaenia es un género monotípico de plantas herbáceas perteneciente a la familia de las apiáceas.  Su única especie Polytaenia texana, se encuentra en Texas.

## Descripción
Es una planta perenne bienal o de corta duración que persiste como una roseta de hojas basales  durante 2-4 años. Las hojas  basales son  bipinnadas-pinnatífidas o pinnadas-pinnatífidas en estructura y triangular en su contorno. Los foliolos están moderadamente a profundamente divididas en lóbulos pinnadas.  El tallo central termina en un umbelas compuestas. El período de floración se produce desde mediados de la primavera hasta principios de verano por alrededor de 1 mes. Cada flor es reemplazada por un fruto seco (esquizocarpio).

## Ecología
Las pequeñas flores atraen principalmente a las  pequeñas abejas , moscas y avispas ocasionales. Es una de las especies de la familia de la zanahoria que visita la abeja oligoléctica, Andrena ziziae, para recolectar polen y néctar. Las orugas de la mariposa, Papilio polyxenes, se alimentan de las hojas de esta planta. El ganado y otros mamíferos herbívoros consideran el follaje no tóxico.

## Taxonomía
Polytaenia texana fue descrita por (J.M.Coult. & Rose) Mathias & Constance y publicado en Bulletin of the Torrey Botanical Club 68(2): 123. 1941.
Sinonimia
- Phanerotaenia texana (J.M. Coult. & Rose) H. St. John
- Pleiotaenia nuttallii var. texana (J.M. Coult. & Rose) J.M. Coult. & Rose
- Polytaenia nuttallii var. texana J.M. Coult. & Rose basónimo[5]